# SN 2007rt
SN 2007rt – supernowa typu IIn odkryta 24 listopada 2007 roku w galaktyce UGC 6109. W momencie odkrycia miała maksymalną jasność 16,80m.